# Anais de Inisfallen

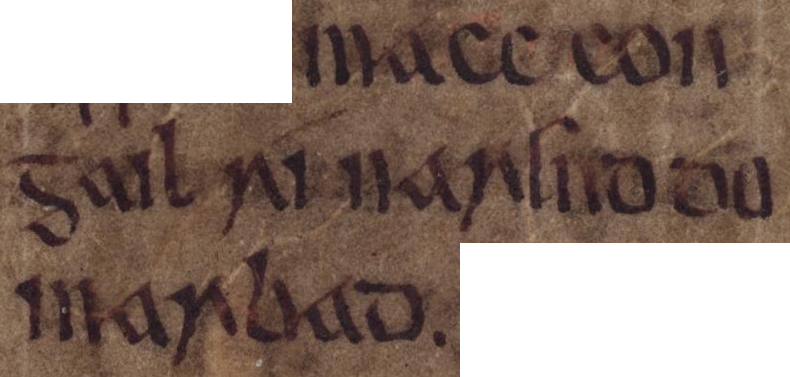
Trecho se referindo a evento de 1094: "O filho de Congal, rei de Na Renna, foi morto." (Macc Congail, rí na Rend, do marbad.)

Os Anais de Inisfallen (em galego:  Annála Inis Faithleann) são uma crônica da Irlanda medieval, com mais de 2500 entradas cobrindo dos anos de 433 a 1450, combinando o irlandês antigo com o latim. O manuscrito provavelmente foi compilado em sua forma primária em 1092, depois sendo atualizado através dos séculos. Foi escrito pelos monges da Abadia de Innisfallen, ilha no lago de Lough Leane, perto de Killarney, mas utilizou fontes de Munster e Offaly.
Além das entradas cronológicas, o manuscrito contém uma narrativa curta e fragmentada da Irlanda pré-cristã, conhecida como seção pré-patrícia, dos tempos de Abraão à chegada de São Patrício, dividindo assim muitos elementos com o Lebor Gabála Érenn. Sincroniza a história antiga da Irlanda e dos gaels com a história universal de Eusébio de Cesareia, que é construída tanto por uma crônica mundial latina quanto por trechos do Réidig dam, a Dé, do nim, um poema irlandês antigo atribuído em manuscritos posteriores a Flann Mainistreach, poeta do século XI.
Os Anais estão arquivados na Biblioteca Bodleiana, da Universidade de Oxford. Em 2001, Brian O'Leary, um conselheiro pelo Fianna Fáil em Killarney, pediu para que o manuscrito fosse retornado à cidade.